# にっぽん再発見
にっぽん再発見は、NHK総合テレビジョンで2005年4月9日より放送されている番組（字幕放送、一部ハイビジョン制作）。放送時間は毎週土曜日10:05～11:00（内容により終了時間は早まる事がある）。2006年度からは毎週日曜日10:05～11:00とNHKネットワーク54と放送時間・曜日がそっくり交換する形で放送枠移動となった。
これまでにNHKがデジタル衛星ハイビジョン（BShi）や総合テレビの地域放送で放映された番組の中から、地域性を重視したドキュメント番組を中心に再放映している。

## 放送されない地域
- 近畿地方
（第1～3週のみ「かんさい想い出シアター」を放送しているため。その他の週も別番組が放送される場合がある）
- 九州・沖縄地方
（第1・3週のみ「九州沖縄アンコールアワー」を放送するため。その他の週は「にっぽん再発見」が放送される）

なお2005年度は北海道でも放送されなかった（「鶴瓶の家族に乾杯」時差放送のため）。